# 666 v.Chr.
Het jaar 666 v.Chr. is een jaartal volgens de christelijke jaartelling.

## Gebeurtenissen

### Assyrië
- Koning Assurbanipal treedt af en wordt vervangen door een schijnkoning.
- De hofastrologen voorspellen onheil en rampspoed over Assyrië.